# Brussel moeten heten
Brussel moeten heten is een nummer van het Nederlandse cabaret- en zangduo Acda en De Munnik.
De originele versie van het nummer is de elfde track op Naar huis, het tweede studioalbum van Acda en De Munnik. Deze versie is nooit op single uitgebracht. In 2001 brachten Acda en De Munnik met het Metropole Orkest het album Live met het Metropole Orkest uit, met ook een liveversie van "Brussel moeten heten". Deze versie werd wel op single uitgebracht, maar flopte met een 98e positie in de Nederlandse Single Top 100.